# DreamFactory
DreamFactory Ltd. (株式会社ドリームファクトリー Kabushiki-gaisha DorīmuFakutorī) est un studio japonais de développement de jeux vidéo fondé en 1995 et situé dans l'arrondissement de Shinagawa à Tokyo. Le studio s'est notamment fait connaitre avec son jeu vidéo de combat : Tobal n°1. Le président de la société, Seiichi Ishii, est un vétéran de l'industrie qui a œuvré en tant que concepteur et designer sur deux des plus célèbres franchises de jeux de combat, Virtua Fighter et Tekken.

## Jeux
| Titre                            | Date de sortie | Plates-formes       |
| -------------------------------- | -------------- | ------------------- |
| Tobal n°1                        | 1996           | PlayStation         |
| Tobal 2                          | 1997           | PlayStation         |
| Ehrgeiz                          | 2000           | Arcade, PlayStation |
| The Bouncer                      | 2001           | PlayStation 2       |
| UFC: Tapout                      | 2002           | Xbox                |
| Kakuto Chojin: Back Alley Brutal | 2003           | Xbox                |
| UFC: Tapout 2                    | 2003           | Xbox                |
| PrideGP Grand Prix 2003          | 2004           | PlayStation 2       |
| Crimson Tears                    | 2004           | PlayStation 2       |
| Bleach: Erabareshi Tamashii      | 2005           | PlayStation 2       |
| Appleseed EX                     | 2007           | PlayStation 2       |
| Fighting Beauty Wulong           | 2007           | PlayStation 3       |
| Tough: Dark Fight                | 2007           | PlayStation 2       |
| Naruto: Ninja Destiny            | 2008           | Nintendo DS         |
| Naruto: Ninja Destiny II         | 2009           | Nintendo DS         |
| Naruto: Ninja Destiny III        | NC             | Nintendo DS         |